# TGV Lyria
TGV Lyria is de merknaam die wordt gebruikt voor hogesnelheidstreindiensten met TGV-materieel die Frankrijk en Zwitserland verbinden. Lyria is ook de naam van het bedrijf dat de dienst uitbaat met behulp van het personeel van SNCF in Frankrijk en de Zwitserse federale spoorwegen (SBB CFF FFS) in Zwitserland. Het personeel aan boord van een trein bestaat uit een Franse en een Zwitserse treinmanager op de hele reis.
Aanvankelijk was TGV Lyria een samenwerking tussen SNCF en SBB CFF FFS met als doel het creëren van een TGV-dienst tussen Gare de Lyon (Parijs) en Lausanne/Bern. Het bedrijf opereert als een naamloze vennootschap volgens de Franse wetgeving (Société par actions simplifiée / SAS). SNCF bezit 74% van het kapitaal en SBB CFF FFS de resterende 26%.

## Bedrijfsidentiteit en logo
De treindienst heette eerst Ligne de Coeur en maakte oorspronkelijk deel uit van het TGV-netwerk. Het logo evolueerde toen de naam Lyria verscheen en ook het TGV-logo veranderde. De treinstellen waren oorspronkelijk in de blauwe en grijze TGV-kleurstelling met een extra rode band door de trein en het TGV Lyria-logo op de barrijtuigen. In 2012 werd de opnieuw veranderd in een variatie op de nieuwe Carmillon TGV-kleurstelling. De treindeuren zijn opnieuw in bruin geverfd in plaats van het roze aanwezig op de opnieuw geleverde TGV's en ander opnieuw geleverd rollend materieel van de SNCF.

Logo's door de jaren heen
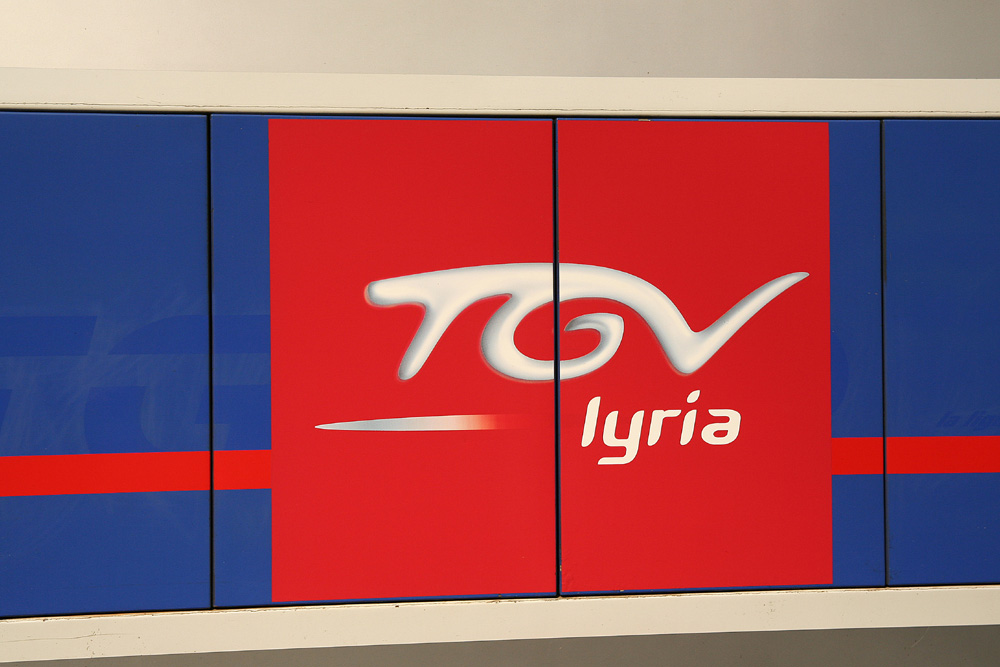
Eerste TGV Lyria-logo
2011-2017 (vergelijkbaar met het logo van juni 2009 tot 2011)
sinds 2017

## Huidige diensten
Lyria rijdt de volgende routes:
- Genève - Marseille: 1 per dag; reistijd 3:30 uur van Marseille.
- Genève - Parijs: maximaal 8 retourritten per dag; reistijd tussen 3:08 en 3:13 uur
- Lausanne - Genève - Parijs: 1 retourrit per week; reistijd circa 4:05 uur
- Lausanne - Dijon - Parijs: 4 retourritten per dag; reistijd 3:40 uur
  - In de zomer op zaterdag van en naar Brig; reistijd 6 uur
- Bern - Basel - Dijon - Parijs: 1 reis per dag, reistijd 4:27 uur
- Parijs - Dijon - Basel - Bern : 1 reis per dag, reistijd 4:30 uur
- Zürich - Basel - Mulhouse - Parijs: 4 retourritten per dag; reistijd 4:03 uur van Zürich en 3:03 uur van Basel

## Rollend materieel
Voor de route tussen Parijs en Lausanne, Bern en Zürich worden TGV Sud-Est driespanningtreinen gebruikt, met 7 treinen in handen van SNCF en 2 in handen van CFF (treinnummers 112 en 114). Sinds de zomer van 2006 zijn 5 treinen (nrs. 110, 111, 113, 114 en 118) gerenoveerd om een betere servicekwaliteit te bieden. De maximale snelheid wordt bereikt op de LGV Sud-Est tussen Aisy-sous-Thil (ten westen van Dijon) en Valenton (bij Parijs).
Diensten naar Genève worden geëxploiteerd met behulp van "klassieke" TGV Sud-Est-apparatuur; dat wil zeggen dubbelspanningsets afgelost door TGV Duplex. Treinen, met uitzondering van die naar Genève, droegen tot 2006 het logo van Ligne de cœur ; dit is geleidelijk vervangen door het TGV-logo van Lyria en alleen de oude rode border is nog over. Het CFF-logo werd in april 2006 aan de rijtuigen toegevoegd.
Sinds de opening van de LGV Est in 2007 wordt de dienst naar Basel / Zürich verzorgd door de nieuwe TGV POS en vernieuwde TGV Réseau-treinen. In 2012 heeft de Franse nationale spoorwegmaatschappij het geheel van de TGV-POS-vloot overgedragen aan Lyria.

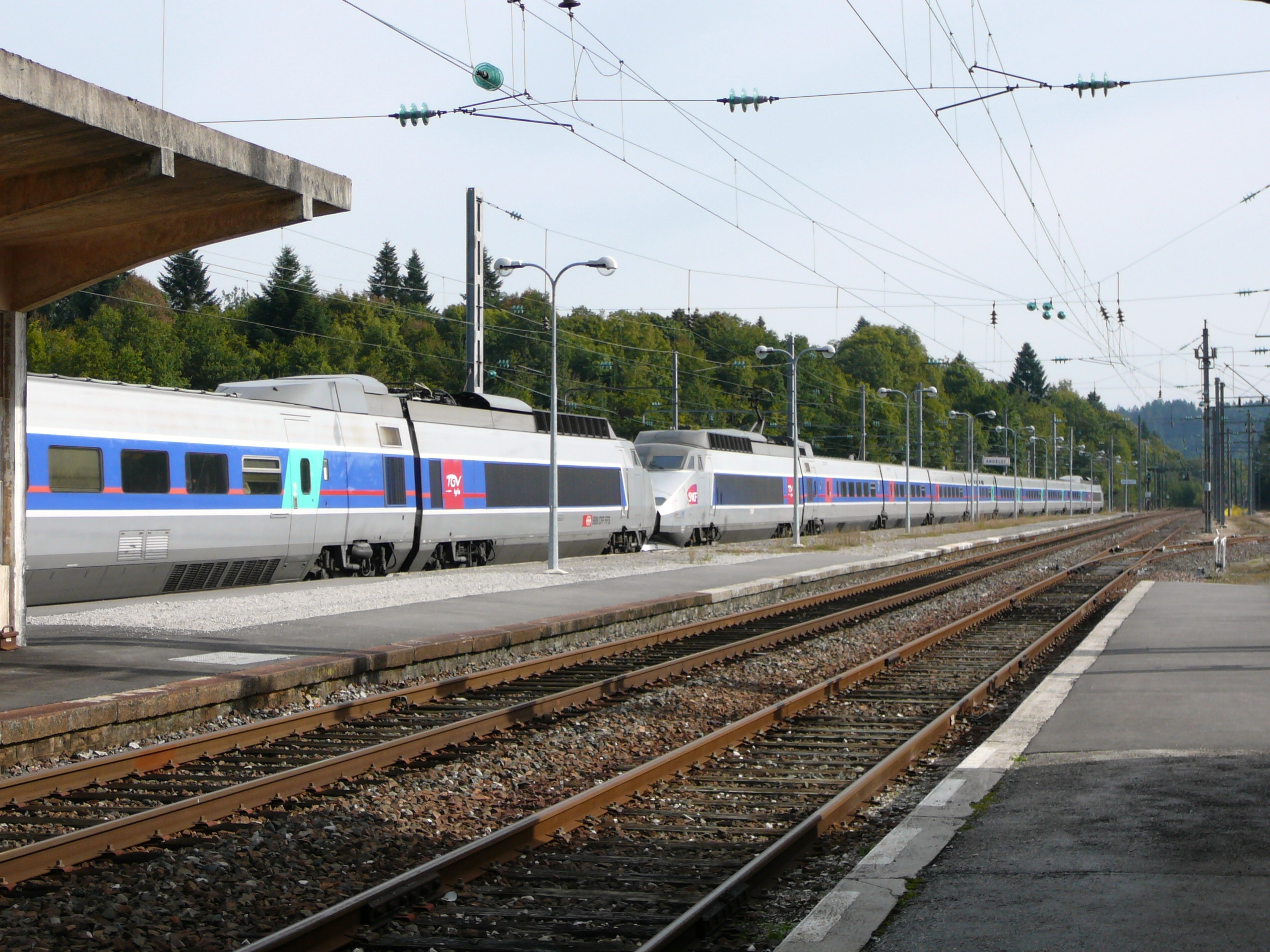
Lyria TGV Sud-Est in originele grijze en blauwe TGV-kleurstelling
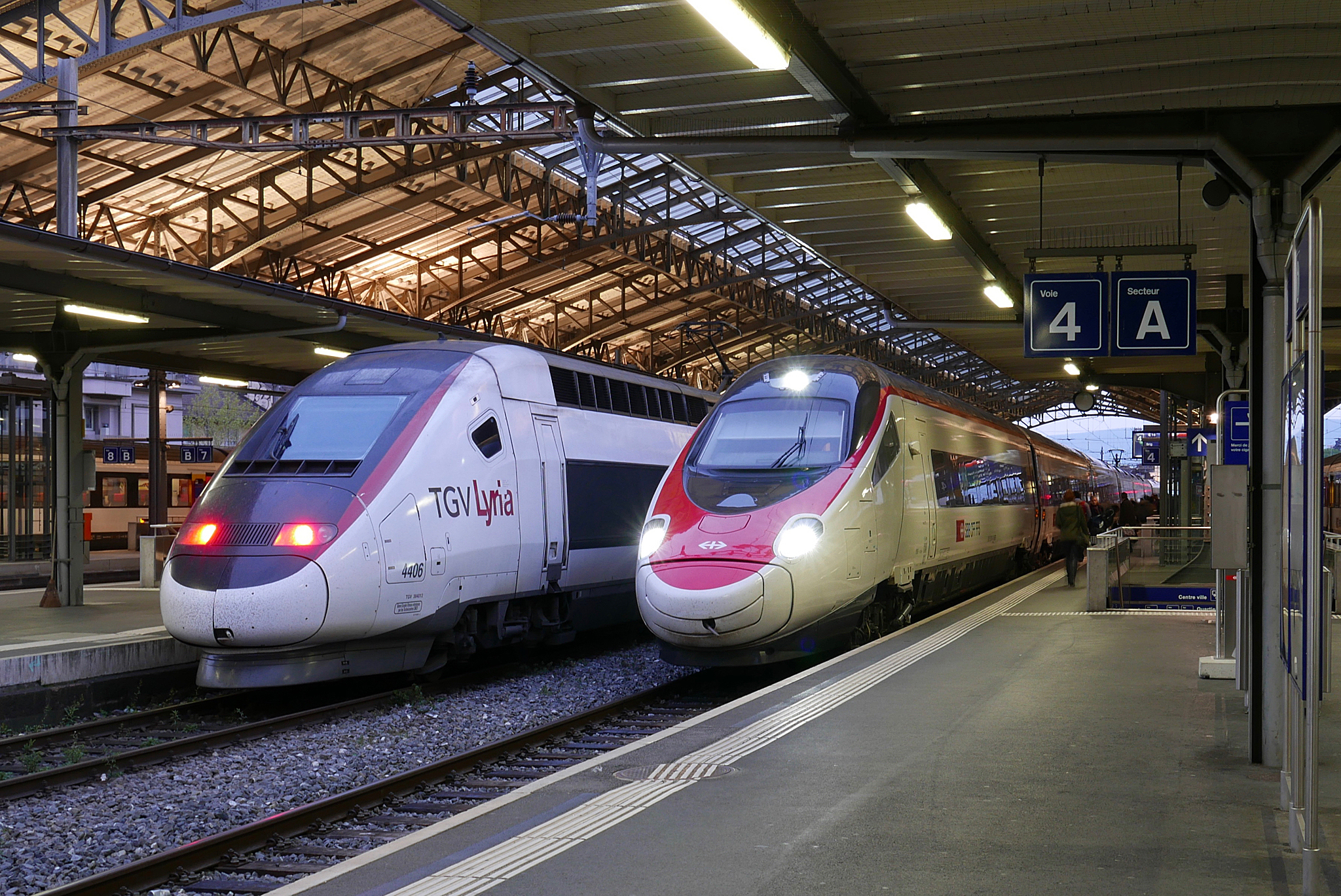
Een TGV Lyria POS-trein in Lausanne naast een RABe 503 EC35
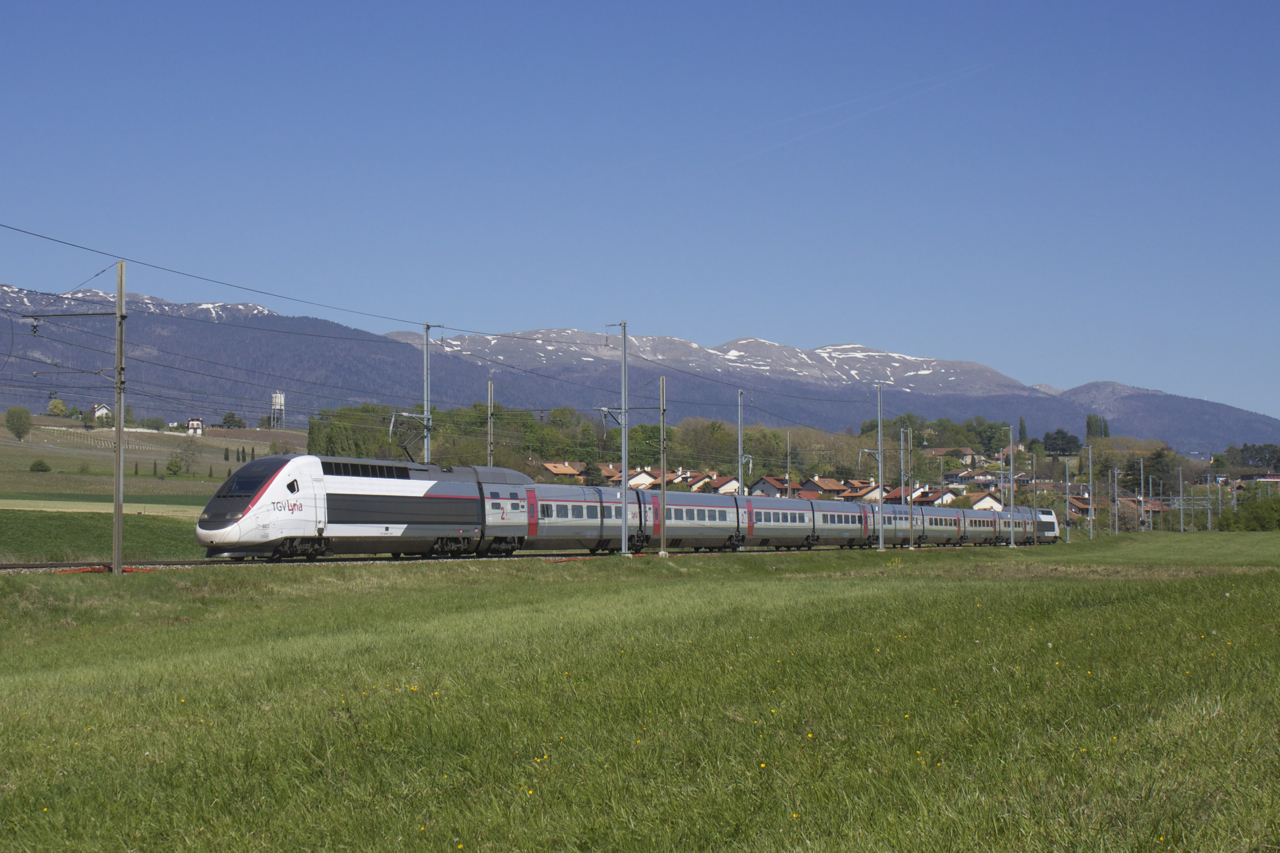
TGV Lyria POS-trein in Satigny, Zwitserland.